# Groupe de déj
 (octobre 2016).
Chez les journalistes politiques, en France, un groupe de déj est un groupe de journalistes qui prennent l'habitude de se réunir pour déjeuner avec des personnalités politiques (une seule à la fois, en général) afin, dans un climat qui se veut informel et détendu, d'obtenir des informations sur les activités politiques de cette personnalité et de son parti. Souvent, les informations obtenues doivent rester en off (information qui se veut confidentielle et surtout dont le l'origine ne doit pas être divulguée dans la presse).
Ces groupes sont d'environ sept journalistes, souvent de médias différents pour ne pas se faire concurrence. Intégrer un groupe déjà ancien, pour un jeune journaliste, est difficile et le plus simple est d'en constituer un avec des journalistes d'à peu près la même année de promotion. Des groupes peuvent durer plus de dix ans. Un même journaliste peut faire partie de plusieurs groupes de dej, dont l'intérêt de la part des politiciens relève autant du tact et de l'agrément des contacts que du respect de la confidentialité quand elle est formellement demandée, mais aussi de la capacité à rendre publiques des informations en laissant l'informateur anonyme. Les confidences des politiciens semblent souvent limitées à des éléments secondaires mais qui permettent aux journalistes de mieux comprendre les données officielles.

## Sources
- Les journalistes politiques passent à table, article sur le site lemonde.fr, daté du 2 mars 2012.